# HD 200751
HD 200751，又名CP-64 4094，SAO 254941、HR 8073，是一颗恒星，视星等为5.76，位于銀經330.81，銀緯-39.04，其B1900.0坐标为赤經21h 0m 14.2s，赤緯-64° -39.04′ 48″。